# Scarabaeus janssensi
Scarabaeus janssensi là một loài bọ cánh cứng trong họ Bọ hung (Scarabaeidae).